# Koncert skrzypcowy

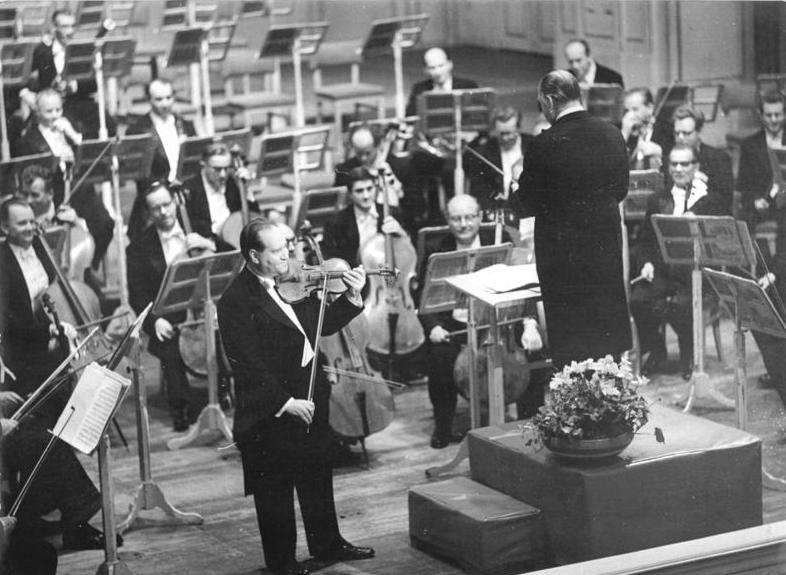
Dawid Ojstrach podczas wykonywania koncertu skrzypcowego
Berlin, Deutsche Staatsoper, 1960

Koncert skrzypcowy – utwór muzyczny na skrzypce (czasem na dwoje lub więcej skrzypiec) i zespół orkiestralny (kameralny lub symfoniczny). Jako solowa forma instrumentalna, koncert skrzypcowy został zapoczątkowany przez Giovanniego Battistę Bononciniego (1677). Następnie chętnie podjęty i rozwijany w warstwie wirtuozowskiej przez takich kompozytorów jak Antonio Vivaldi, Francesco Maria Veracini, Giuseppe Tartini, Pietro Locatelli.
Koncert skrzypcowy ma zazwyczaj klasyczną budowę trzyczęściową, opartą na cyklu sonatowym, z opuszczeniem menueta lub scherza. Pod koniec jednej z części (zwykle pierwszej) znajduje się wirtuozowska partia solisty, zwana kadencją. W muzyce współczesnej zdarzają się koncerty czteroczęściowe, np. Dmitrija Szostakowicza, Igora Strawińskiego, czy nawet dwuczęściowe, jak u dodekafonisty Albana Berga.

## Słynne koncerty skrzypcowe
Najsłynniejsze koncerty skrzypcowe są dziełami Vivaldiego, Beethovena, Mozarta, Mendelssohna, Brahmsa, Czajkowskiego i Sibeliusa. Kompozycje te można określić jako kanon repertuaru skrzypcowego. Są one najczęściej wykonywanymi dziełami tego gatunku podczas koncertów filharmonicznych.
Dziesięć najbardziej znanych koncertów skrzypcowych wg angielskiego miesięcznika Gramophone to:
1. III koncert skrzypcowy Mozarta G-dur
2. Koncert skrzypcowy Beethovena D-dur
3. Koncert skrzypcowy Mendelssohna e-moll
4. Koncert skrzypcowy Brahmsa D-dur
5. Koncert skrzypcowy Czajkowskiego D-dur
6. I koncert skrzypcowy Maxa Brucha g-moll
7. Koncert skrzypcowy Sibeliusa d-moll
8. Koncert skrzypcowy Berga
9. II koncert skrzypcowy Bartóka
10. I koncert skrzypcowy Szostakowicza

## Repertuar chronologicznie

### Barok
Antonio Vivaldi (1678–1741)
L'Estro Armonico, op. 3 (1711) – zbiór 12 koncertów skrzypcowych, na dwoje skrzypiec i na czworo skrzypiec, wśród nich

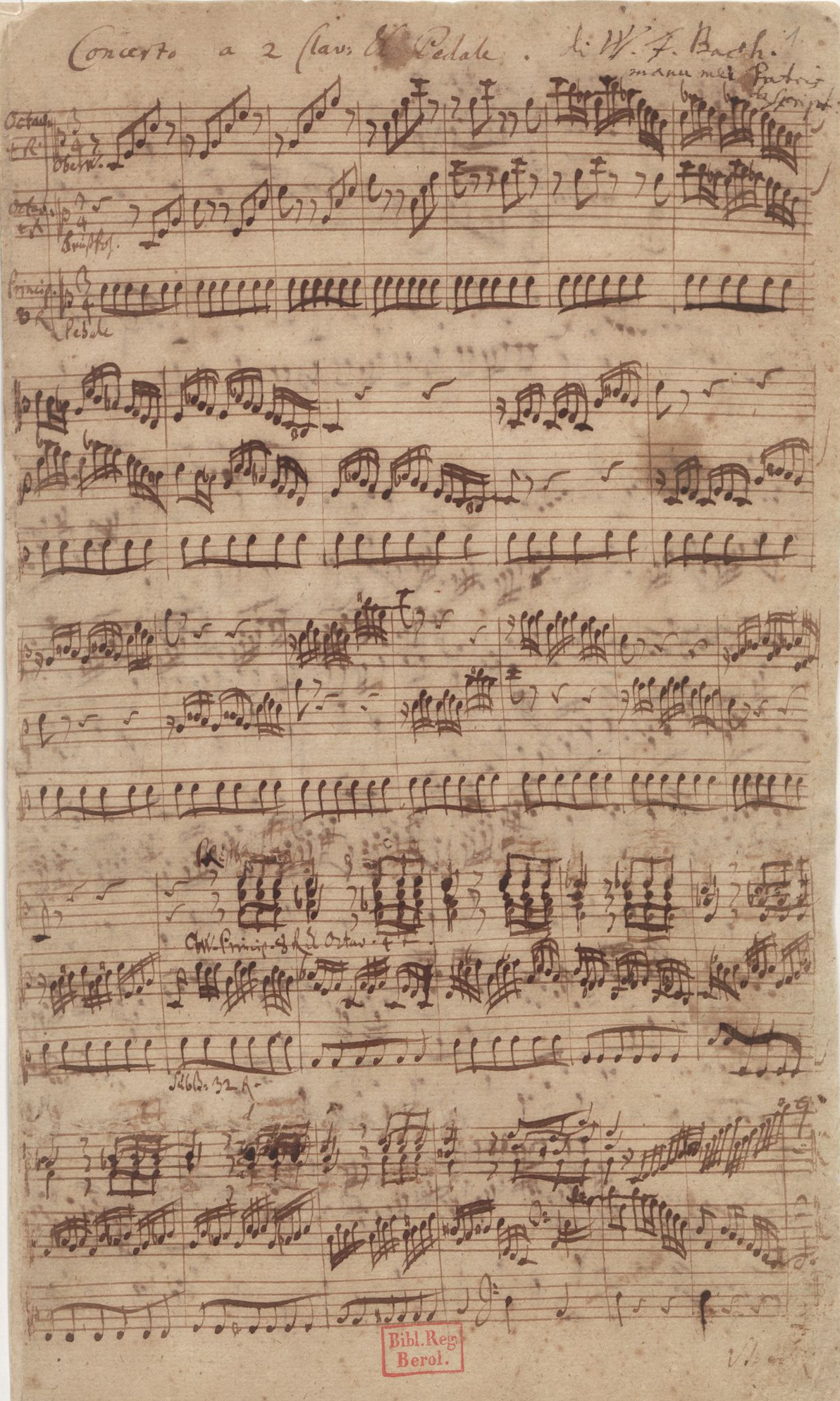
Rękopis J.S. Bacha. Transkrypcja podwójnego koncertu skrzypcowego A. Vivaldiego Op.3. No.11.

- Koncert na 2 skrzypiec a-moll, RV 522 – ósmy koncert w zbiorze
- Koncert na 4 skrzypiec h-moll, RV 580 – dziesiąty koncert w zbiorze, wykonywany niekiedy jako Koncert na 4 skrzypiec i wiolonczelę b-moll

La Stravaganza, op. 4 (1714) – zbiór 12 koncertów, wśród których jeden to typowe concerto grosso, cztery to koncerty na dwoje skrzypiec, zaś pozostałych 7 – to koncerty solowe
Cztery pory roku (Le quattro stagioni) – cykl 4 koncertów skrzypcowych umieszczony w zbiorze 12 koncertów Il Cimento dell’Armonia e dell’Invenzione, op. 8 (1725)
- Koncert nr 1 E-dur „Wiosna” („La Primavera”), RV 269
- Koncert nr 2 g-moll „Lato” („L’Estate”), RV 315
- Koncert nr 3 F-dur „Jesień” („L’Autunno”), RV 293
- Koncert nr 4 f-moll „Zima” („L’Inverno”), RV 297

Koncert Es-dur „Burza na morzu” („La Tempesta di mare”), RV 253 – piąty z koncertów skrzypcowych umieszczony w zbiorze 12 koncertów Il Cimento dell’Armonia e dell’Invenzione, op. 8 (1725)
Koncert C-dur „Przyjemność” („Il Piacere”), RV 180 – szósty z koncertów skrzypcowych umieszczony w zbiorze 12 koncertów Il Cimento dell’Armonia e dell’Invenzione, op. 8 (1725)
Koncert B-dur „Polowanie” („La Caccia”), RV 362 – dziesiąty z koncertów skrzypcowych umieszczony w zbiorze 12 koncertów Il Cimento dell’Armonia e dell’Invenzione, op. 8 (1725)
La cetra, Op. 9 (1727) – zbiór 12 koncertów skrzypcowych i na dwoje skrzypiec
Koncert D-dur „Wielki mogoł” („Grosso mogul”), RV 208
Koncert A-dur „Kukułka”, RV 335 – istnieje również inna wersja tego utworu jako Koncert A-dur „Słowik” („Il rossignuolo”), RV 335a
Koncert na 3 skrzypiec F-dur, RV 551
Johann Sebastian Bach (1685–1750)
Koncert skrzypcowy a-moll, BWV 1041 (ok. 1720) – transkrybowany przez Bacha na klawesyn jako Koncert klawesynowy g-moll, BWV 1058
Koncert skrzypcowy E-dur, BWV 1042 (ok. 1720) – transkrybowany przez Bacha na klawesyn jako Koncert klawesynowy D-dur, BWV 1054
Koncert na 2 skrzypiec d-moll, BWV 1043 (ok. 1730) – transkrybowany przez Bacha na klawesyn jako Koncert na 2 klawesyny c-moll, BWV 1062

### Klasycyzm
Giovanni Battista Viotti (1755–1824)
XXII koncert skrzypcowy a-moll (ok. 1792–1797)
Wolfgang Amadeus Mozart (1756–1791)
I koncert skrzypcowy B-dur KV 207 (1775)
II koncert skrzypcowy D-dur KV 211 (1775)
III koncert skrzypcowy G-dur KV 216 (1775)
IV koncert skrzypcowy D-dur KV 218 (1775)
V koncert skrzypcowy A-dur KV 219 (1775)
VI koncert skrzypcowy Es-dur  KV 268 (1780)?
VII koncert skrzypcowy D-dur KV 271a (1777)? (niedokończony)
Symfonia koncertująca Es-dur na skrzypce i orkiestrę KV 364 (1779)
Ludwig van Beethoven (1770–1827)
Koncert skrzypcowy D-dur, op. 61 (1806)

### Romantyzmineoromantyzm

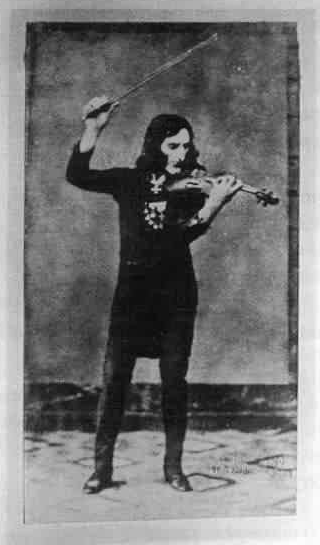
Nicolo Paganini (dagerotyp)

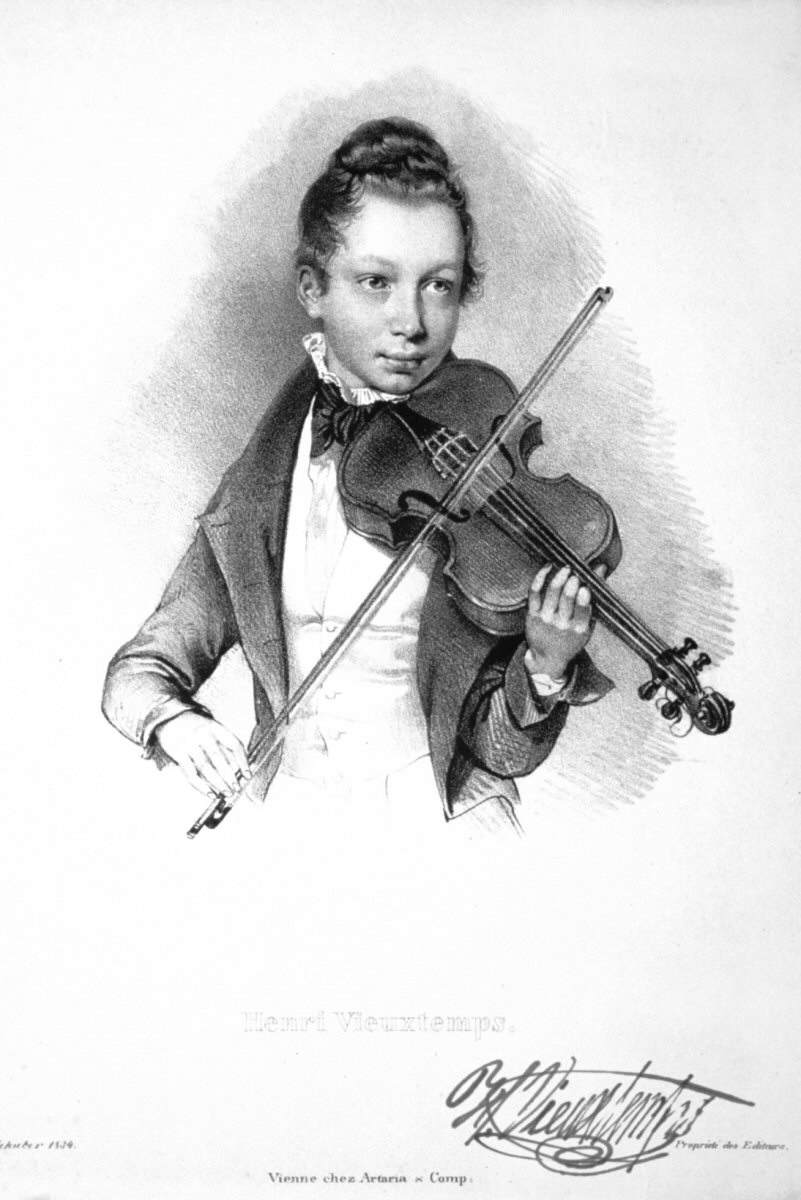
Henri Vieuxtemps, litografia z 1834

Niccolò Paganini (1782–1840)
I koncert skrzypcowy D-dur, op. 6, MS 21 (1816)
II koncert skrzypcowy h-moll , op. 7, MS 28 (1826)
III koncert skrzypcowy E-dur, MS 50 (1826)
IV koncert skrzypcowy d-moll, MS 60 (1829–1830)
V koncert skrzypcowy a-moll, MS 78 (1830)
VI koncert skrzypcowy e-moll (1815)
Louis Spohr (1784–1859)
VIII Koncert skrzypcowy a-moll „In modo d’una scena cantante” („Koncert w formie sceny wokalnej”), op. 47 (1816)
Karol Lipiński (1790–1861)
I Koncert skrzypcowy fis-moll, op. 14
II Koncert skrzypcowy D-dur „Wojskowy”, op. 21 (ok. 1826)
Felix Mendelssohn-Bartholdy (1809–1847)
Koncert skrzypcowy d-moll op. posth. (1821–1823)
Koncert skrzypcowy e-moll, op. 64 (1844)
Robert Schumann (1810–1856)
Koncert skrzypcowy d-moll, WoO 23 (1853)
Koncert skrzypcowy a-moll, op. 129 (1853/1854)
Henri Vieuxtemps (1820–1881)
V Koncert skrzypcowy a-moll „Grétry”, op. 37 (1860)
Johannes Brahms (1833–1897)
Koncert skrzypcowy D-dur, op. 77 (1878)
Camille Saint-Saëns (1835–1921)
III Koncert skrzypcowy h-moll, op. 61 (1880)
Henryk Wieniawski (1835–1880)
I Koncert skrzypcowy fis-moll, op. 14 (1852–1853)
II Koncert skrzypcowy d-moll, op. 22 (1856–1870)
Max Bruch (1838–1920)
I Koncert skrzypcowy g-moll, op. 26 (1864–1867)
Piotr Czajkowski (1840–1893)
Koncert skrzypcowy D-dur, op. 35 (1878)
Antonín Dvořák (1841–1904)
Koncert skrzypcowy a-moll, op. 53 (1879–1880)
Mieczysław Karłowicz (1876–1909)
Koncert skrzypcowy A-dur, op. 8 (1902)
Aleksandr Głazunow (1865–1938)
Koncert skrzypcowy a-moll, op. 82 (1904)
Jean Sibelius (1865–1957)
Koncert skrzypcowy d-moll, op. 47 (1905)
Edward Elgar (1857–1934)
Koncert skrzypcowy h-moll, op. 61 (1910)

### Muzyka współczesna

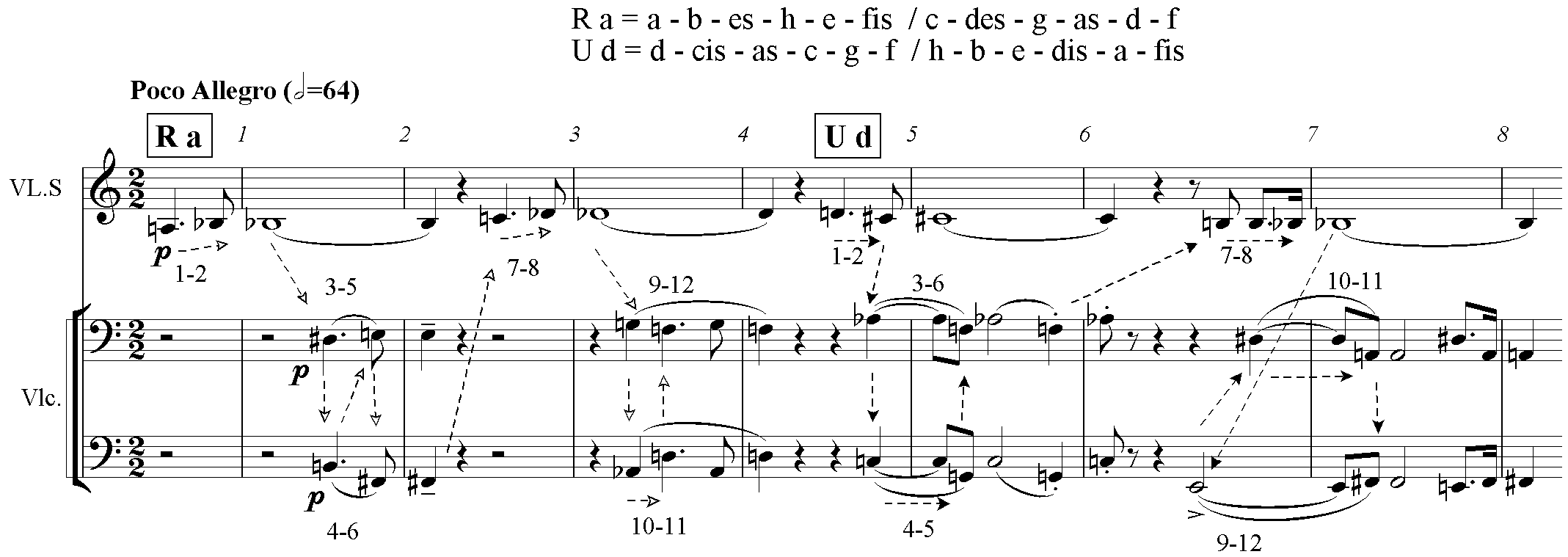
Koncert skrzypcowy Schönberga.
Pierwsze 8 taktów

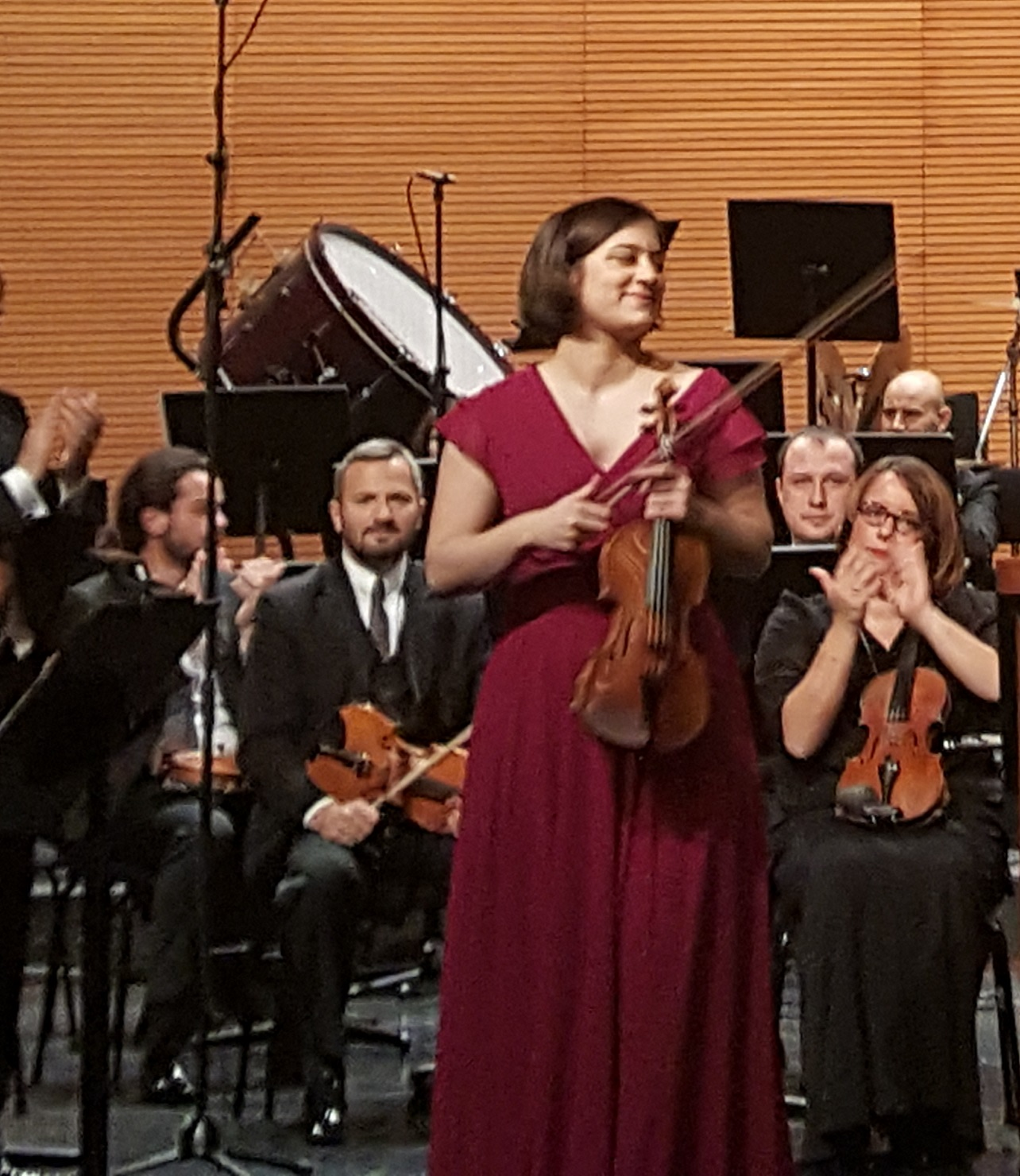
Skrzypaczka Weriko Czumburidze, Aralık 2016

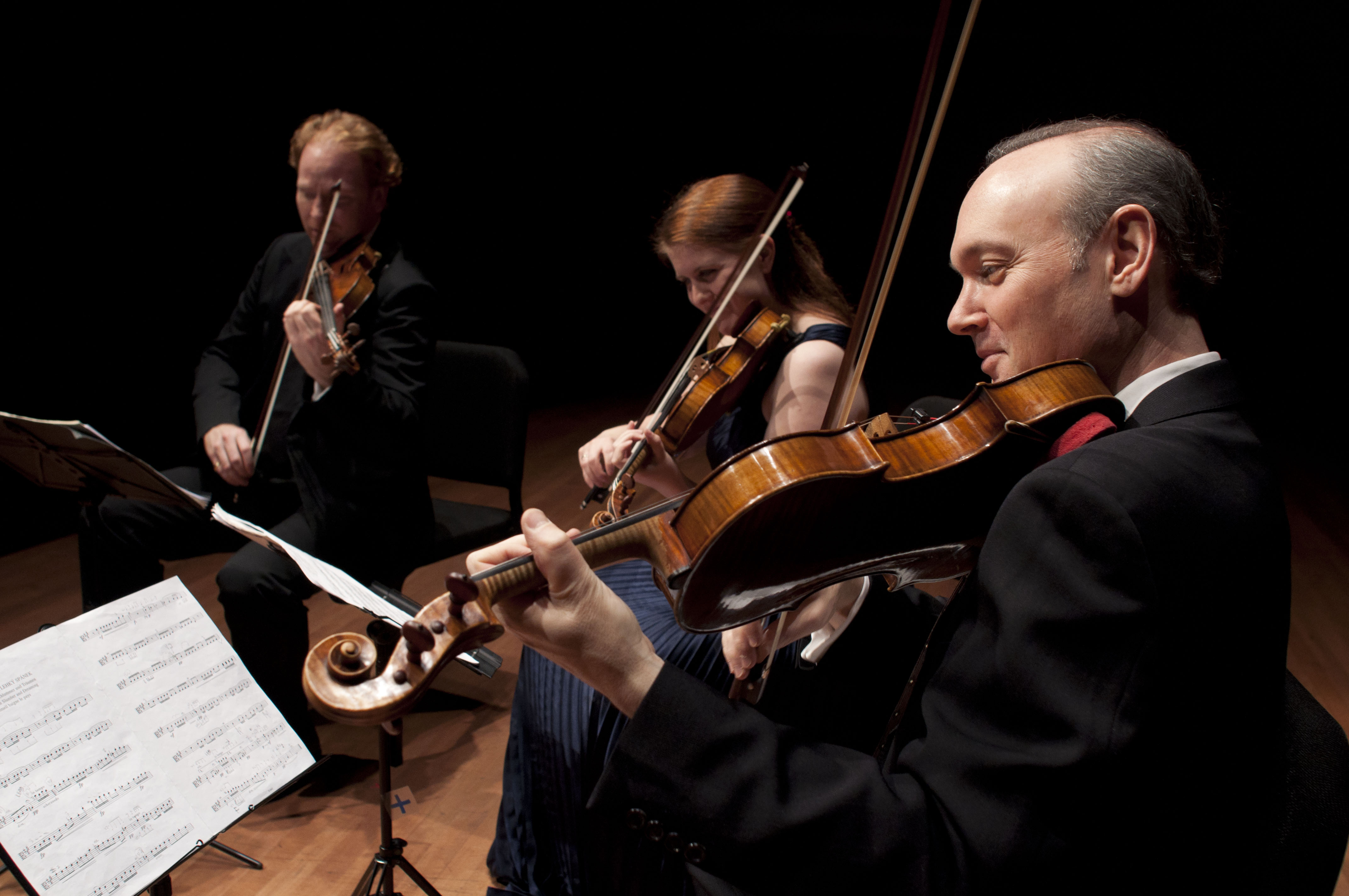
Kameraliści Daniel Hope, Erin Keefe
i Paul Neubauer

Arnold Schönberg (1874–1951)
Koncert skrzypcowy, op. 36 (1936)
Ottorino Respighi (1879–1936)
Concerto gregoriano na skrzypce i orkiestrę (1921)
Béla Bartók (1881–1945)
II koncert skrzypcowy (1938)
Nikołaj Miaskowski (1881–1950)
Koncert skrzypcowy d-moll, op.44
Karol Szymanowski (1882–1937)
I koncert skrzypcowy, op. 35 (1916)
II koncert skrzypcowy, op. 61 (1932)
Igor Strawinski (1882–1971)
Koncert skrzypcowy D-dur (1931)
Alban Berg (1885–1935)
Koncert skrzypcowy „Pamięci anioła” (1935)
Siergiej Prokofjew (1891–1953)
I koncert skrzypcowy D-dur, op. 19 (1916–1917)
II koncert skrzypcowy g-moll, op. 63 (1935)
Erich Wolfgang Korngold (1897–1957)
Koncert skrzypcowy D-dur, op. 35 (1945)
William Walton (1902–1983)
Koncert skrzypcowy (1939)
Aram Chaczaturian (1903–1978)
Koncert skrzypcowy d-moll (1940)
Dmitrij Kabalewski (1904–1987)
Koncert skrzypcowy C-dur, op. 48 (1948)
Dmitrij Szostakowicz (1906–1975)
I koncert skrzypcowy a-moll, op. 77 (1947–1948)
II koncert skrzypcowy cis-moll, op. 129 (1947)
Grażyna Bacewicz (1909–1969)
III koncert skrzypcowy (1948)
Benjamin Britten (1913–1976)
Koncert skrzypcowy d-moll, op. 15 (1939)
Andrzej Panufnik (1914–1991)
Koncert na skrzypce i orkiestrę (1971)
Mieczysław Wajnberg (1919–1996)
Koncert skrzypcowy g-moll, op.67
György Ligeti (1923–2006)
Koncert skrzypcowy (1990-92)
Alfred Sznitke (1934–1998)
IV koncert skrzypcowy (1984)
Krzysztof Penderecki (1933–2020)
I koncert skrzypcowy (1977)
II koncert skrzypcowy „Metamorfozy” (1995)
Philip Glass (ur. 1937)
I koncert skrzypcowy (1987)
II koncert skrzypcowy „Amerykańskie cztery pory roku“ (2009)
Krzysztof Meyer (ur. 1943)
I koncert skrzypcowy (1965)
II koncert skrzypcowy (1996)
Mateusz Smoczyński (ur. 1984)
Koncert skrzypcowy "Adam's Apple" (2018)
Koncert podwójny na skrzypce, saksofon tenorowy i orkiestrę "2PiX" (2021)
Koncert podwójny na skrzypce, fortepian i orkiestrę "Fallen Angel" (2022)